# الماچار
الماچار (به اسپانیایی: Almáchar) یکی از دهستان‌های اسپانیا است که در اندلس واقع شده‌است.

## خصوصیات
الماچار ۱۴٫۳ کیلومترمربع مساحت و ۱٬۹۱۵ نفر جمعیت دارد.